# 3-ヘプタノール
3-ヘプタノール(3-heptanol) は、C7H16Oの化学式で表される有機アルコールである。
3-ヘプタノールの3番目の炭素（ヒドロキシ基の付いている炭素）がキラル中心となっている。このため、 (R)-と(S)-の鏡像異性体が存在する。
消防法に定める第4類危険物 第2石油類に該当する。